# Лишняк
Лишняк (хорв. Lišnjak) — населений пункт у Хорватії, у Шибеницько-Книнській жупанії у складі міста Дрниш.

## Населення
Населення за даними перепису 2011 року становило 2 осіб.
Динаміка чисельності населення поселення:

## Клімат
Середня річна температура становить 12,85 °C, середня максимальна – 27,68 °C, а середня мінімальна – -1,45 °C. Середня річна кількість опадів – 902 мм.
| Клімат поселення                              | Клімат поселення | Клімат поселення | Клімат поселення | Клімат поселення | Клімат поселення | Клімат поселення | Клімат поселення | Клімат поселення | Клімат поселення | Клімат поселення | Клімат поселення | Клімат поселення | Клімат поселення |
| Показник                                      | Січ.             | Лют.             | Бер.             | Квіт.            | Трав.            | Черв.            | Лип.             | Серп.            | Вер.             | Жовт.            | Лист.            | Груд.            |                  |
| Середній максимум, °C                         | 9,68             | 10,07            | 12,94            | 16,56            | 21,58            | 25,32            | 27,68            | 27,40            | 22,65            | 17,92            | 12,74            | 9,91             |                  |
| Середня температура, °C                       | 4,11             | 4,49             | 7,38             | 10,99            | 16,00            | 19,74            | 23,20            | 22,92            | 18,18            | 13,43            | 8,26             | 5,42             |                  |
| Середній мінімум, °C                          | −1,45            | −1,07            | 1,82             | 5,43             | 10,44            | 14,17            | 18,72            | 18,42            | 13,70            | 8,96             | 3,79             | 0,95             |                  |
| Норма опадів, мм                              | 74               | 67               | 71               | 79               | 65               | 65               | 42               | 55               | 84               | 95               | 112              | 93               |                  |
| Середньомісячна швидкість вітру, м/с          | 2.00             | 2.21             | 2.42             | 2.38             | 2.14             | 1.91             | 1.92             | 1.74             | 1.87             | 1.94             | 2.24             | 2.23             |                  |
| Середньомісячна сонячна радіація, кДж/м²·день | 5352             | 8067             | 11704            | 16174            | 20087            | 22570            | 24263            | 21272            | 15862            | 10270            | 5718             | 4551             |                  |
| --------------------------------------------- | ---------------- | ---------------- | ---------------- | ---------------- | ---------------- | ---------------- | ---------------- | ---------------- | ---------------- | ---------------- | ---------------- | ---------------- | ---------------- |
| Джерело:                                      |                  |                  |                  |                  |                  |                  |                  |                  |                  |                  |                  |                  |                  |